# Wellingara Momodou Jallow
Wellingara Momodou Jallow är en ort i Gambia. Den ligger i regionen Central River, i den centrala delen av landet, 150 km öster om huvudstaden Banjul. Antalet invånare var 284 vid folkräkningen 2013.